# 2416 Sharonov
2416 Sharonov (1979 OF13) là một tiểu hành tinh vành đai chính được phát hiện ngày 31 tháng 7 năm 1979 bởi N. Chernykh ở Nauchnyj.